# 林家喜之輔
林家 喜之輔（はやしや きのすけ、1997年12月30日 - ）は、日本の紙切り師である。落語芸術協会所属。

## 略歴
- 2014年10月∶高校2年生で林家今丸に入門[1]。
- 2016年3月∶楽屋入り。
- 2018年3月∶前座修行終了 紙切りとしてデビュー。
- 2019年8月∶フィジーへ語学留学する。

## 家族
- 実父は同じく落語芸術協会所属の三遊亭右左喜[1]。独り立ち以降、父と共演する機会もある[2]。
- 実弟も2024年2月より、曲独楽師のやなぎ南玉門下として「やなぎ弥七」の名で楽屋入りし、前座修業を開始する[3]。

## 人物
- 紙切りに入門した理由は「高校卒業後、就職したくなかったから」。父親に相談したところ、今丸を紹介してくれた[1]。
- 特技は洋裁。型紙から作る[4]。